# Mountstuart Elphinstone Grant Duff
Sir Mountstuart Elphinstone Grant Duff, född den 21 februari 1829, död den 12 januari 1906, var en brittisk politiker och författare, son till James Grant Duff.
Duff blev 1854 praktiserande advokat och representerade 1857–1881 i underhuset den skotska valkretsen Elgin burghs. Han tillhörde det liberala partiet och var december 1868–februari 1874 understatssekreterare för Indien i Gladstones första samt april 1880–juli 1881 understatssekreterare för kolonierna i dennes andra ministär. 
Duff var sedan guvernör över presidentskapet Madras 1881–1886 och ägnade sig efter hemkomsten från Indien uteslutande åt litterära sysselsättningar. Särskilt var Duff samlare av politiska anekdoter och meddelar en mängd sådana i sina vidlyftiga memoarer, Notes from a diary (1897–1905). Han utgav därjämte bland annat Studies in European Politics (1866), Notes of an Indian Journey (1876)), Ernest Renan (1893) och Out of the past (1903).